# In Paris Festival International de Jazz, May 1949
In Paris Festival International de Jazz, May 1949 ist ein Jazz-Album von Miles Davis, begleitet von Tadd Dameron Quartet, das am 8. Mai 1949 beim Festival International 1949 de Jazz im Salle Pleyel in Paris mitgeschnitten und erstmals 1977 als Langspielplatte bei Columbia Records veröffentlicht wurde. In Japan erschienen die Aufnahmen erstmals 1987 als Compact Disc.

## Hintergrund
Miles Davis trat mit Charlie Parker und Tadd Dameron zu Beginn des Jahres 1949 im New Yorker Jazzclub Royal Roost auf; am 21. April entstanden mit einer Gruppe unter Leitung von Dameron, zu der u. a. auch J. J. Johnson, Sahib Shihab, Cecil Payne, John Collins, Curly Russell und Kenny Clarke gehörten, Studioaufnahmen für Capitol Records. Am folgenden Tag nahm Davis unter eigenem Namen vier Titel in Nonett-Besetzung für Capitol auf, die später auf der LP Birth of the Cool erschienen. Mit Dameron, James Moody und Kenny Clarke reiste er dann nach Europa, wo sie mit dem in Frankreich lebenden Bassisten Barney Spieler dann an mehreren Abenden auf dem Festival International 1949 de Jazz auftraten. Der afroamerikanische Trompeter genoss die Atmosphäre in der Stadt sehr:
Es war ein völlig neues Gefühl. Die Freiheit, in Frankreich zu sein und als Mensch behandelt zu werden. Als wichtiger Mensch. Sogar der Sound unserer Band und die Musik waren hier besser.
Bevor die Musiker spielen, ist eine kurze Konzertansage zu hören, die der Musikkritiker Maurice Cullaz machte (the most modern form of jazz, the bebop style). Henri Renaud, der in den 1970er-Jahren die Jazz-Abteilung der französischen CBS leitete, veröffentlichte den Mitschnitt im November 1977.

## Titelliste

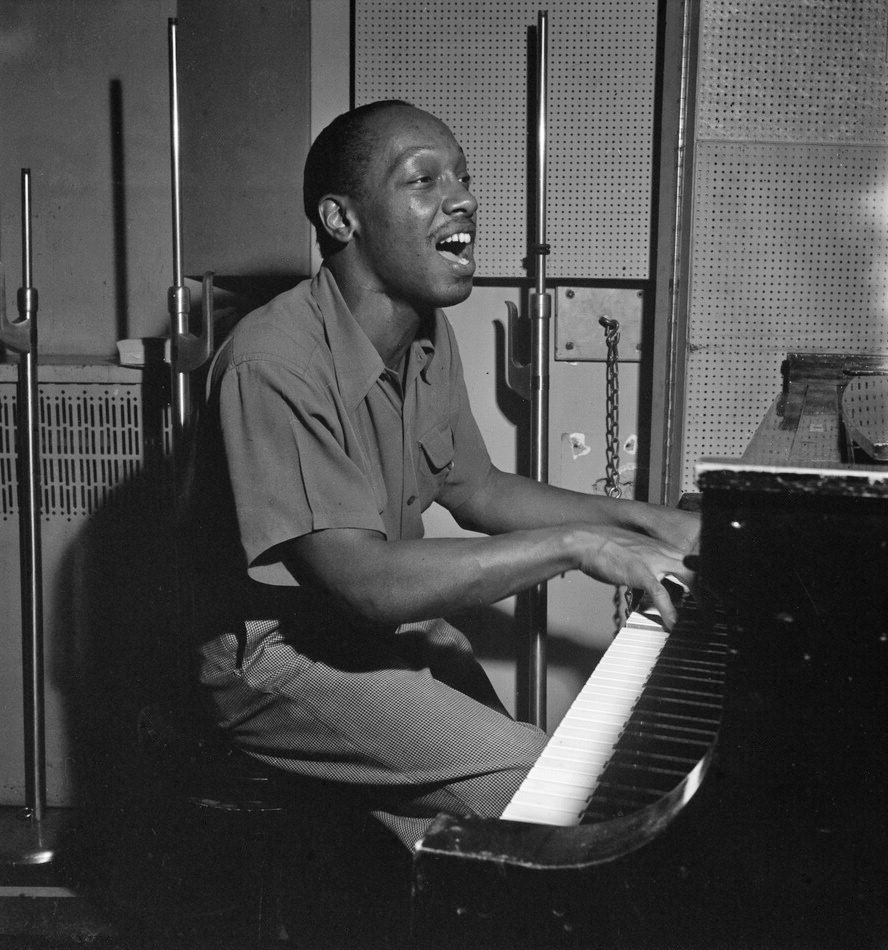
Tadd Dameron. Foto: William P. Gottlieb.

- Miles Davis & Tadd Dameron Quartet: In Paris Festival International De Jazz – May, 1949 (Columbia 82100, JC 34804)
  1. Rifftide (Coleman Hawkins) – 4:33
  2. Good Bait (Count Basie, Tadd Dameron) – 5:47
  3. Don’t Blame Me (Dorothy Fields / Jimmy McHugh) – 4:18
  4. Lady Bird (Tadd Dameron) – 4:59
  5. Wah Hoo (Cliff Friend) – 5:33
  6. Allen’s Alley (Denzil Best) – 4:24
  7. Embraceable You (Ira Gershwin / George Gershwin) – 4:01
  8. Ornithology (Charlie Parker / Benny Harris) – 3:47
  9. All The Things You Are (Oscar Hammerstein II / Jerome Kern) – 4:11

## Editorischer Hinweis
Unter dem Titel Miles Davis with Tadd Dameron Revisited erschien 2023 eine Neuausgabe des Albums bei Ezz-thetics; beigefügt sind einige Aufnahmen aus den Royal-Roost-Sessions des Capitol-Nonetts von Davis.

## Rezeption
Im Allmusic vergab Scott Yanow dem Mitschnitt 4½ (von 5) Punkte; er erinnert daran, dass Miles Davis in den späten 1940er-Jahren dafür bekannt war, eine alternative Spielhaltung zu Dizzy Gillespie und Fats Navarro zu zeigen; ein Spiel in den mittleren Registern, einen sanfteren Ton und einen eher bedächtigen Ansatz. Im Gegensatz dazu zeige der Konzertmitschnitt, dass Miles Davis durchaus in der Lage war, knallharten Bebop wie die meisten seiner Zeitgenossen zu spielen. In dem Quintett mit James Moody und Tadd Dameron irritiere Davis das französische Publikum durch das Spiel eindrucksvoller hoher Töne und die Darstellung einer extrovertierten Persönlichkeit. Indem er nie bloß die Erwartungen seiner Fans erfüllte, bewegte er sich bereits wieder in überraschende Richtungen.
Für den Davis-Biographen Peter Wießmüller ist es „schwer vorstellbar, in dem von Tadd Dameron vorzüglich arrangierten Bop-Rahmen […] der gleiche Musiker Trompete bläst, der nur wenige Wochen vorher „Boplicity“ mit dem Capitol-Nonett eingespielt hat.“ Miles Davis bevorzugte „einen kraftvollen, breit intonierten Stil, dessen feurige Attacken hohe Register erreichen, die dem legendären Fats Navarro zu aller Ehre gereicht hätten.“ Wießmüller betont, dass der Trompeter „noch nicht mit eigener Stimme“ spiele, doch in der Ballade Embraceble You „schön seine lyrische Begabung erkennen“ lässt. Auf hohem musikalischem Niveau würden sich auch die Beiträge der anderen Musiker bewegen; „James Moody phrasiert für damalige Verhältnisse erstaunlich modern. Tadd Damerons ungewöhnlicher Pianostil ist genauso gut repräsentiert wie Kenny Clarkes Organisation der rhythmischen Grundlage“. Nach Ansicht von Wießmüller hatte das Festival „nicht zuletzt wegen des Miles-Davis-Auftritts eine ungewöhnliche Nachwirkung auf die gesamte französische Jazzszene.“